# Сейсмічність Гватемали
Територія Гватемали — характеризується досить високою сейсмічністю.

## Загальна характеристика
На території Ґватемали виділяються три фізико-географічних області: низовина тихоокеанського узбережжя, нагір'я південної і центральної частини країни та рівнина Петен на півночі. Нагір'я займає більшу частину території країни і простягається на північний захід, у межі Мексики, і на південний схід, на територію Сальвадору і Гондурасу. Висота поверхні над рівнем моря переважно становить 1000—2400 м, з окремими вулканічними піками висотою понад 3700 м. Дуже часті землетруси магнітудою 6—7 балів.

## Землетруси XXІ століття

### 2010
6 січня, у Гватемалі стався помірний за (шкалою інтенсивності МSK-64) землетрус магнітудою 5 балів за (шкалою Ріхтера). За даними Геологічної служби США (USGS), епіцентр землетрусу знаходився на відстані 38 км на північний захід від м. Реталхулеу і за 155 км на північний захід від столиці держави м. Гватемала. Гіпоцентр землетрусу залягав на глибині 76,8 км. Повідомлень про можливі жертви і руйнування не надходило.

### 2013
7 вересня, на тихоокеанському узбережжі Гватемали стався сильно помірний (за шкалою інтенсивності МSK-64) землетрус магнітудою 6,5 балів (за шкалою Ріхтера). За повідомленням Геологічної служби США, епіцентр землетрусу знаходився за 6 км на південь від р. Пахапита і 168 км на захід від міста Гватемала. Гіпоцентр землетрусу зафіксовано на глибині 67 км.

### 2019
19 грудня, біля берегів Гватемали стався сильно помірний (за шкалою інтенсивності МSK-64) землетрус магнітудою 5,9 балів (за шкалою Ріхтера). За повідомленням Європейського середземноморського сейсмологічного центру (ЄССЦ), епіцентр підземних поштовхів був розташований на узбережжі, за 113 км від міста Гватемала. Гіпоцентр землетрусу залягав на глибині 67 км.

### 2022
16 лютого, о 09:12 (за київським часом), на південному заході Гватемали стався сильно помірний (за шкалою інтенсивності МSK-64) землетрус магнітудою 6,2 балів (за шкалою Ріхтера). З посиланням на Геологічну службу США (USGS), епіцентр землетрусу знаходився в місті Нуева Консепсіон, гіпоцентр землетрусу залягав на глибині 83,6 км.

### 2024
27 січня, після опівночі (за місцевим часом), на південному тихоокеанському узбережжі Гватемали стався сильно помірний (за шкалою інтенсивності МSK-64)землетрус магнітудою 6,1 балів (за шкалою Ріхтера). З посиланням на Геологічну службу США (USGS), епіцентр землетрусу лежав поблизу гватемальського міста Таксиско за 100 км від столиці Гватемали, а гіпоцентр — на глибині 108 км. Підземні поштовхи також відчувалися у сусідньому Сальвадорі.
12 травня, близько 6 години ранку (за місцевим часом), на кордоні між Гватемалою та Мексикою стався сильно помірний (за шкалою інтенсивності МSK-64) землетрус магнітудою 6,4 балів (за шкалою Ріхтера). За даними Геологічної служби США, епіцентр землетрусу знаходився поблизу мексиканського прикордонного міста Сучіяте, де однойменна річка розділяє дві країни. Гіпоцентр землетрусу залягав на глибині 75 км.

### 2025
9 липня, о 00:41:31 (за київським часом), з території Гватемали зареєстровано сильно помірний (за шкалою інтенсивності МSK-64) землетрус магнітудою 5,5 балів (за шкалою Ріхтера). За даними Головного центру спеціального контролю ДКАУ, гіпоцентр землетрусу залягав на глибині 10 км. 